# Odontopyge emini
Odontopyge emini är en mångfotingart som beskrevs av Carl 1909. Odontopyge emini ingår i släktet Odontopyge och familjen Odontopygidae. Inga underarter finns listade i Catalogue of Life.